# 特乌西纳和约

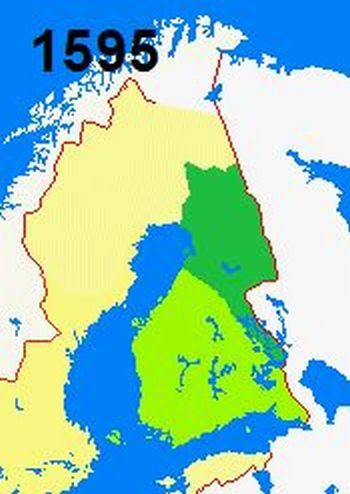
和约后的瑞典边境，深绿色区域为新并入瑞典的区域

特乌西纳和约（俄语：Тявзинский мирный договор），是瑞典和俄罗斯于1595年5月18日在英格里亚的特乌西纳村（瑞典語：Teusina）签署的和约，以此结束两国之间的俄瑞战争 (1590年-1595年)。瑞典得到了其征服的芬兰湾南岸东至納爾瓦河的区域（即现今爱沙尼亚北部）。和约也确定了瑞典和俄国直至瓦朗厄爾峽灣及北冰洋的边界。

## 界标

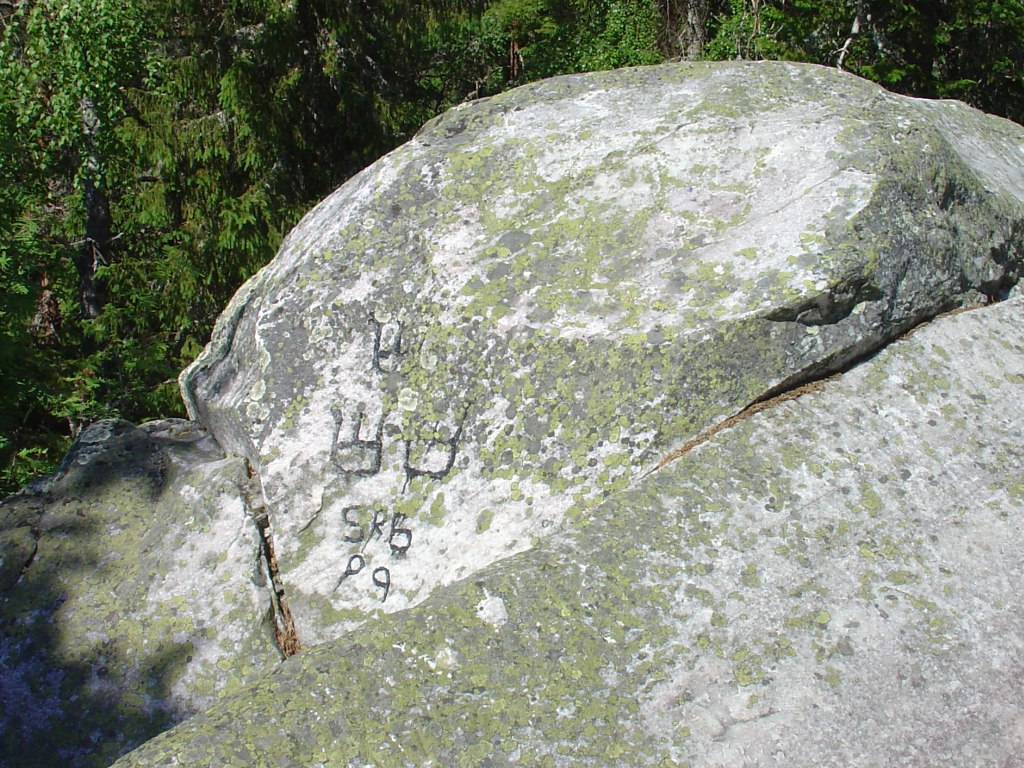
芬兰庫奧皮奧皮萨山（Pisa）上刻印的边界标识
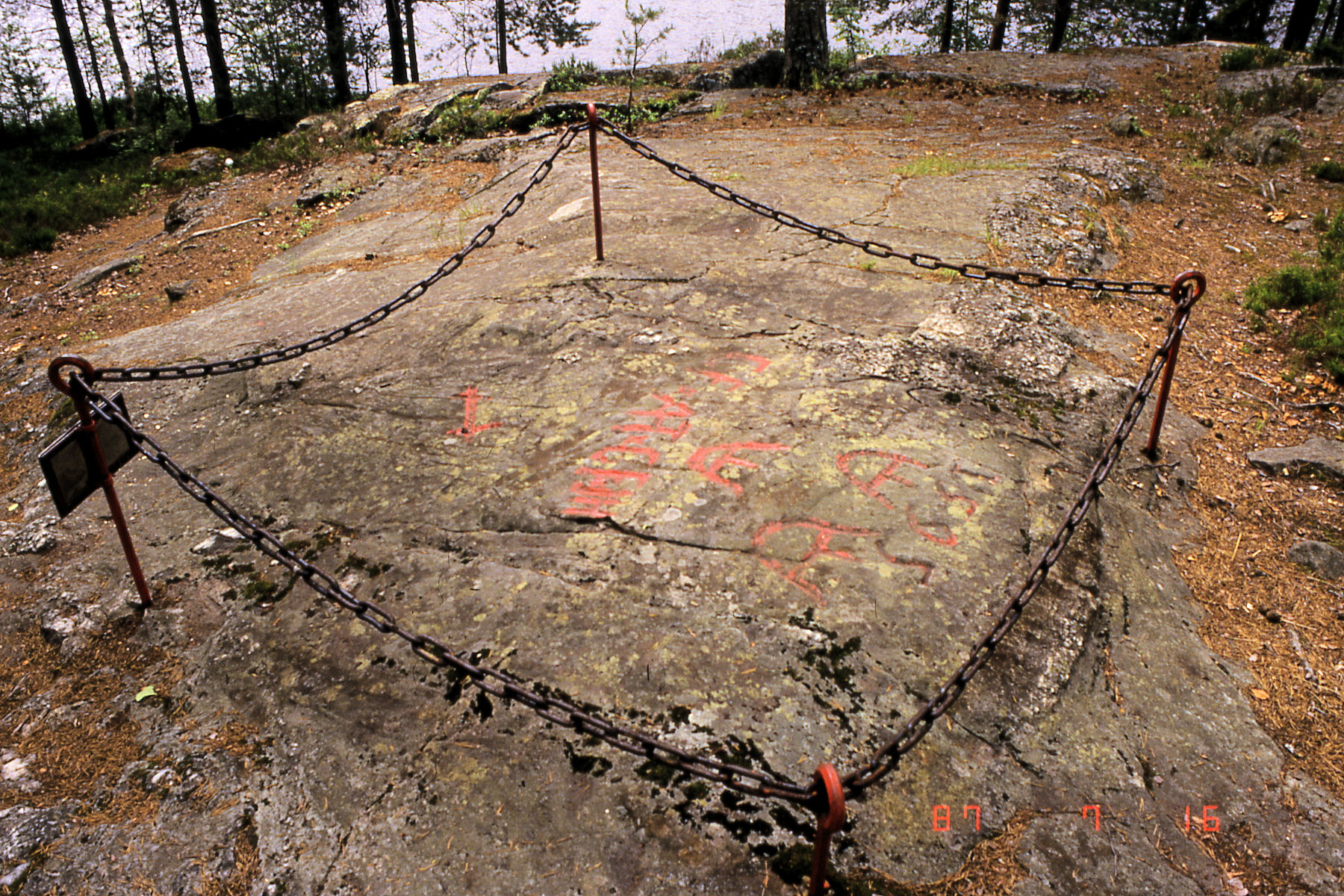
芬兰奥赫唐萨尔米（芬蘭語：Ohtaansalmi）湖峡边上的边界标识